# Noize MC
Noize MC, pseudonimo di Ivan Aleksandrovič Alekseev (in russo Иван Александрович Алексеев?; Jarcevo, 9 marzo 1985), è un rapper, cantautore e musicista russo.

## Biografia
Figlio di un musicista e una chimica, Alekseev ha frequentato lezioni di chitarra classica e si è in seguito trasferito con la madre a Belgorod; nella città ha preso parte a una competizione di chitarra, dove è stato dichiarato vincitore in due occasioni. Ha mostrato ammirazione nei confronti dei Nirvana e dei Prodigy.
Dopo aver fatto parte dei gruppi V.I.P. e Face2Face, Noize MC ha fatto il suo debutto da solista con l'album in studio The Greatest Hits Vol. 1 (2008), accolto da una recensione più che favorevole da Rolling Stone Russia; la traccia Na zakrytoj dver'ju ha generato due candidature agli MTV Russia Music Awards. È poi uscito Poslednij al'bom (2010), che gli ha permesso di finire in lizza per l'MTV Europe Music Award al miglior artista russo del 2010 e che ha contribuito a estendere il suo incasso annuale a 900000 $, comparendo nella lista delle celebrità russe più pagate durante l'anno di Forbes Russia. La riedizione del progetto, intitolata The Greatest Hits Vol. 2, è apparsa nella classifica degli album più venduti dell'anno a livello nazionale.
Nel marzo 2012 è stato presentato il terzo LP Novyj al'bom, a cui hanno fatto seguito i dischi Protivo Gunz e Nerazbericha (2013). Hard Reboot, pubblicato nel settembre 2014, gli ha garantito una seconda nomination agli MTV EMA.
Due anni dopo viene reso disponibile dalla Universal Music Russia il settimo disco di inediti Car' gory, recensito positivamente da Aleksej Mažaev per InterMedia. Nel maggio 2018 è stata la volta di Chipchopera: Orfej & Ėvridika, contenente collaborazioni con diversi artisti, tra cui ST.
L'EP di debutto No Comments, il cui successo riscosso lo ha reso uno dei candidati per l'MTV Europe Music Award al miglior artista di MTV Russia, è stato diffuso nel novembre 2018. La pubblicazione del nono album Vychod v gorod, invece, è avvenuta nel dicembre 2021; esso contiene Vsë kak u ljudej, finalista nella categoria di miglior artista hip hop ai premi Viktorija.
Dopo aver condannato l'invasione russa dell'Ucraina del 2022, Noize MC è stato impegnato assieme a Monetočka in una tournée musicale benefica a supporto dell'Ucraina, con concerti in diverse città europee fino al febbraio 2023. Ha poi avviato il tour europeo Swan Lake Tour; i ricavi di uno dei concerti, quello tenutosi a Erevan, sono stati destinati ai rifugiati armeni del Nagorno Karabakh.
È ritornato sulle scene musicali con i singoli Svetlaja polosa (2024) e Oblomki čuvstv (2025), quest'ultimo un duetto con Monetočka; entrambi i brani hanno anticipato il decimo disco Ne vse doma, uscito il 14 marzo 2025 e accolto commercialmente. Si tratta inoltre del suo primo ingresso nella Albumų Top 100 della AGATA. Sono state poi aggiunte cinque tracce inedite al disco; tuttavia, la Roskomnadzor ne ha impedito il caricamento sulle piattaforme digitali nazionali per dei riferimenti alla situazione socio-politica russa.

## Vita privata
Dal 2022 risiede a Vilnius, in Lituania. Nel mese di dicembre dello stesso anno è stato riconosciuto dal Ministero della giustizia come «agente straniero» per il suo dissenso all'invasione dell'Ucraina da parte della Federazione Russa e per gli eventi di beneficenza organizzati a sostegno degli ucraini.

## Discografia

### Album in studio
- 2008 – The Greatest Hits Vol. 1
- 2010 – Poslednij al'bom
- 2012 – Novyj al'bom
- 2013 – Protivo Gunz
- 2013 – Nerazbericha
- 2014 – Hard Reboot
- 2016 – Car' gory
- 2018 – Chipchopera: Orfej & Ėvridika
- 2021 – Vychod v gorod
- 2025 – Ne vse doma

### Album dal vivo
- 2015 – Kustik
- 2019 – XV: Live
- 2022 – Voyager-2

### Album video
- 2009 – Live
- 2011 – Žeč' ėlektričestvo!

### EP
- 2018 – No Comments

### Singoli
- 2015 – Jingle Bellz
- 2016 – Make Some Noize
- 2016 – Lenin Has Risen
- 2017 – Čajldfri
- 2017 – Leto v stolice (feat. Sunsay & MC Fame)
- 2017 – Korrozija chip-chopa
- 2018 – Ljudi s avtomatami (con gli Swanky Tunes e Monetočka)
- 2018 – Sledy na spine
- 2018 – 200+
- 2019 – Chasing the Horizon (feat. Sonny Sandoval)
- 2019 – Počtaj staršich
- 2020 – Poslednij ministr
- 2020 – 26.04
- 2020 – Davaj sbežim (feat. Damilova Karpov)
- 2020 – Katacumuri (con Linda)
- 2020 – Liga legend
- 2020 – Živi bez ostatka (con Monetočka)
- 2020 – Vojadžer-1
- 2022 – Strana doždej
- 2023 – Kooperativ «Lebedinoe ozero»
- 2023 – Grabil
- 2024 – Open Air
- 2024 – Kalinka
- 2024 – Svetlaja polosa
- 2025 – Oblomki čuvstv (con Monetočka)

## Tournée
- 2021/22 – Vsë kak u ljudej: Tur
- 2022/23 – Voices of Peace (con Monetočka)
- 2023/24 – Swan Lake Tour